# Дезмонд Майлс
Дезмонд Майлс (англ. Desmond Miles) — персонаж з всесвіту Assassin's Creed. Асасин, нащадок Альтаїра ібн Ла-Ахада, Еціо Аудіторе да Фіренце, Едварда Кенуея, Радунхагейду. Основою для створення зовнішності Дезмонда, а також Альтаїра, став канадська модель іспанського походження — Франсіско Рандес.